# Александровка (Закарпатская область)
Алекса́ндровка (укр. Олекса́ндрівка) — село, входит в Хустскую городскую общину Хустского района Закарпатской области Украины.
Население по переписи 2001 года составляло 2279 человек. Телефонный код — 31-42. Код КОАТУУ — 2125380201.

## История
В 1946 году указом ПВС УССР село Шандрово переименовано в Александровку.

## Галерея

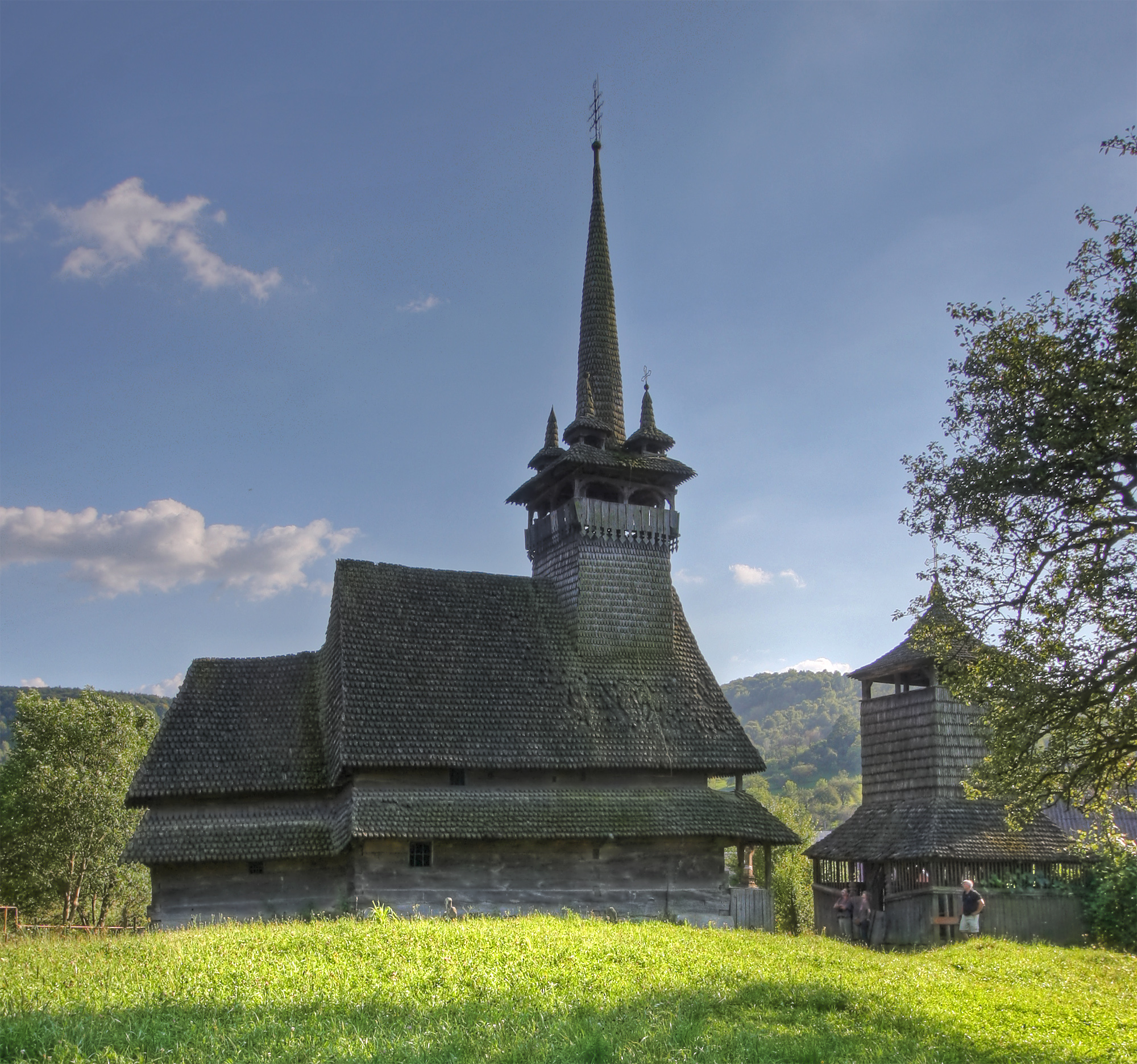
Церковь св.Параскови
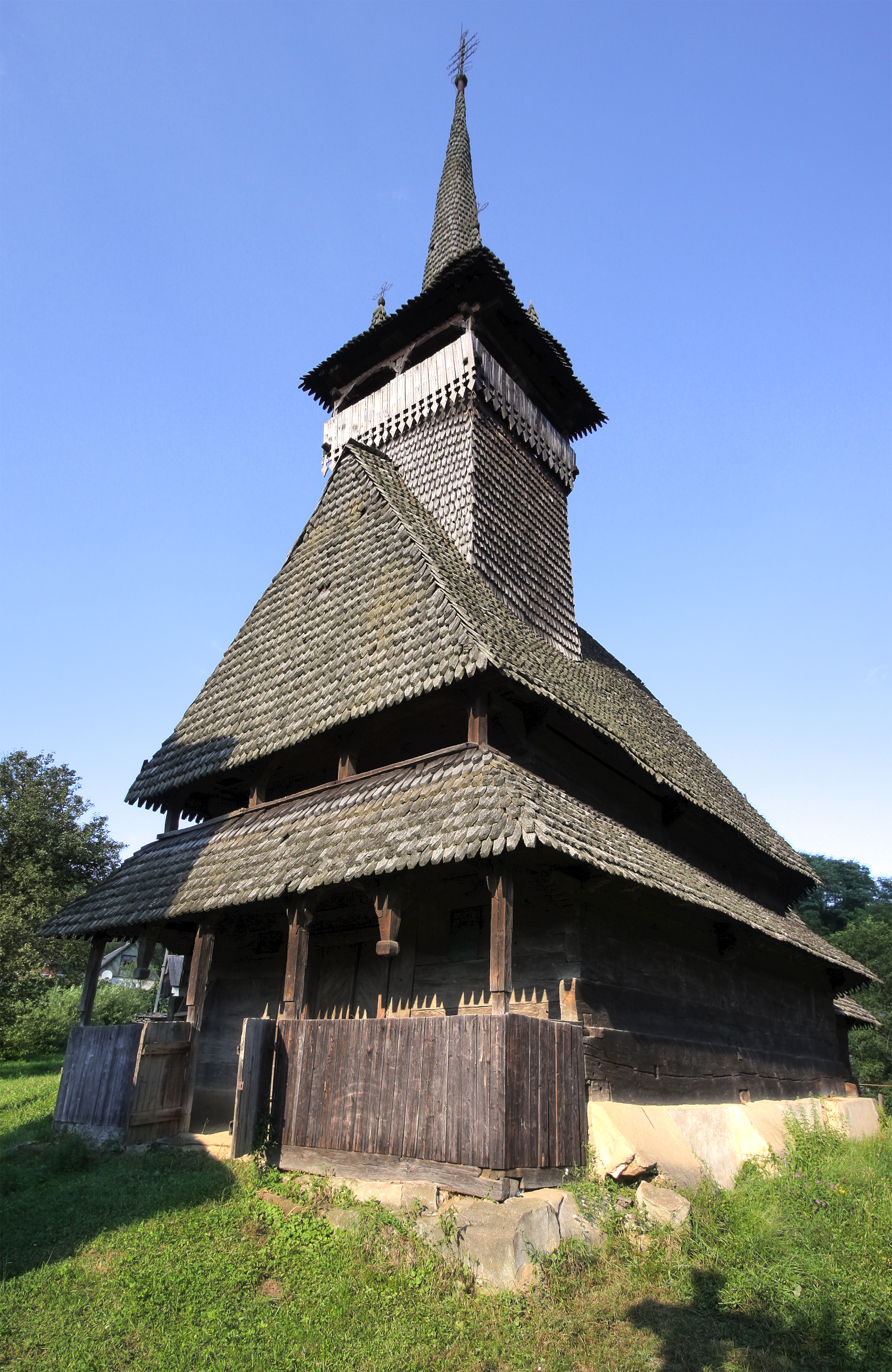
Церковь св.Параскови
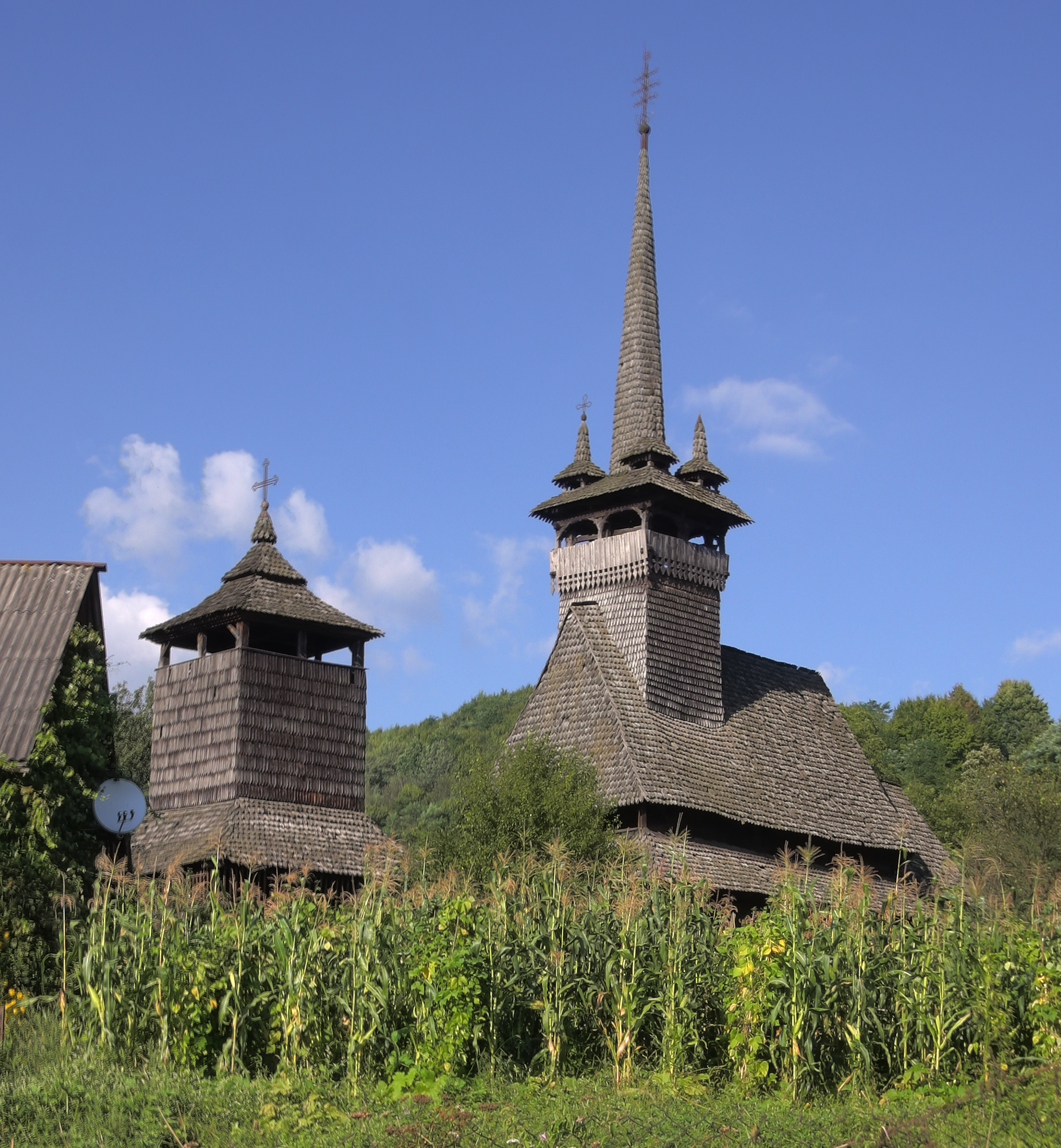
Церковь св.Параскови
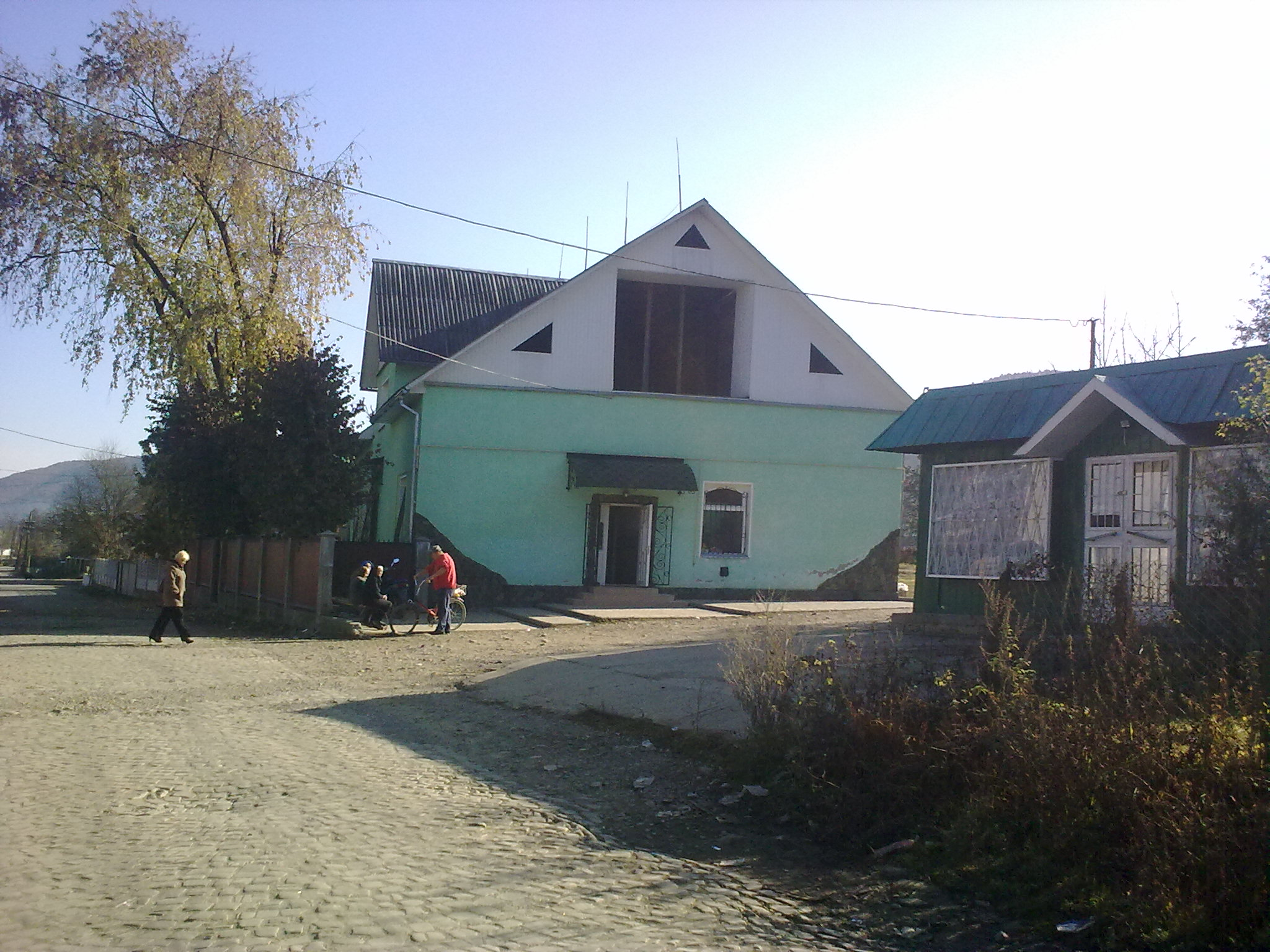
Бывшая синагога, теперь магазин
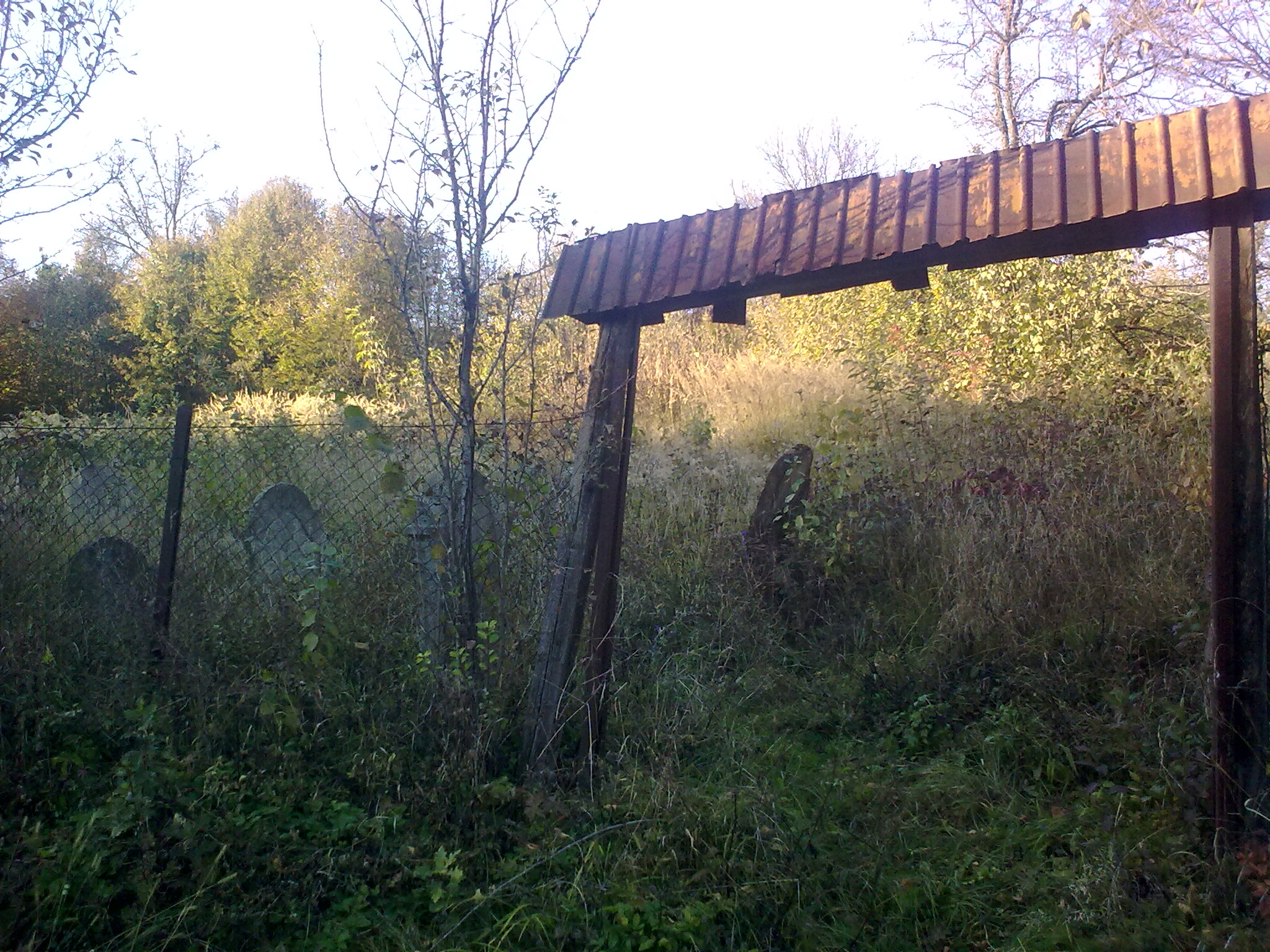
Еврейское кладбище
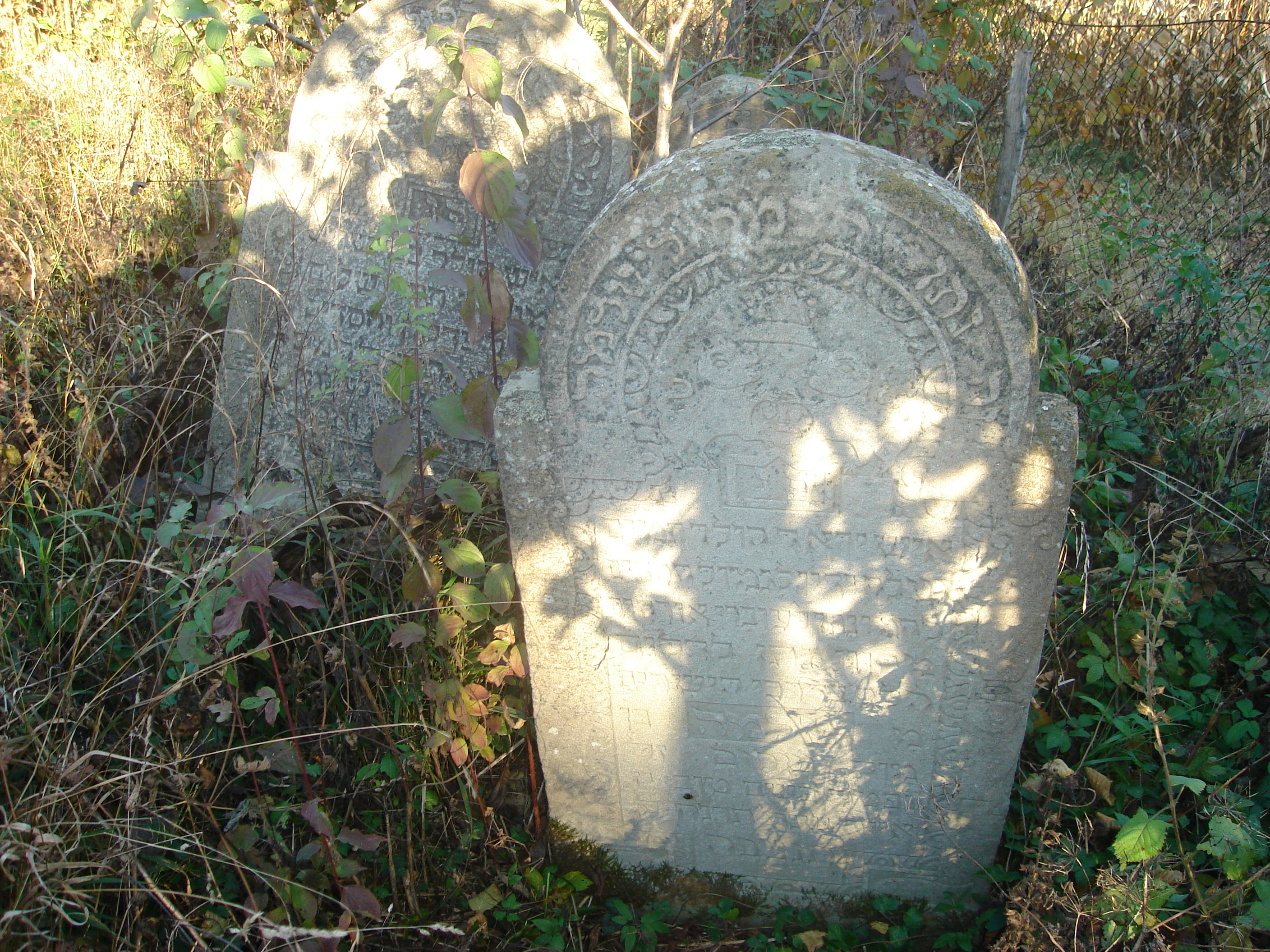
Мацевы на еврейском кладбище